# 名和站 (愛知縣)
名和站（日语：／ Nawa eki */?）是一個位於日本愛知縣東海市名和町四番割，屬於名古屋鐵道常滑線的鐵路車站。車站編號為TA06。

## 車站構造
可停靠6節編組的對向式月台2面2線的高架車站。
| 月台 | 路線   | 方向 | 目的地                       |
| ---- | ------ | ---- | ---------------------------- |
| 1    | 常滑線 | 下行 | 中部國際機場、河和、內海方向 |
| 2    | 常滑線 | 上行 | 金山、名鐵名古屋方向         |

### 配線圖
| ← 神宮前、 名古屋方向 | 名和站 構內配線略圖 | → 太田川、 常滑方向 |
| 图例 参考文献：       |                     |                     |

## 使用情況
| 年度               | 1日平均 上下車人次 |
| ------------------ | ------------------ |
| 2009年（平成21年） | 4,765              |
| 2010年（平成22年） | 4,770              |
| 2011年（平成23年） | 4,875              |
| 2012年（平成24年） | 4,975              |
| 2013年（平成25年） | 5,287              |
| 2014年（平成26年） | 5,247              |
| 2015年（平成27年） | 5,436              |
| 2016年（平成28年） | 5,359              |
| 2017年（平成29年） | 5,515              |
| 2018年（平成30年） | 5,569              |

## 相鄰車站
名古屋鐵道
 常滑線
□μ-SKY、□快速特急、■特急、□快速急行、■急行、■準急
通過
■普通
柴田（TA05）－名和（TA06）－聚樂園（TA07）

## 外部連結
- 名和 - 名古屋鐵道